# Bing Crosby Stadium
Bing Crosby Stadium – stadion baseballowy znajdujący się w Front Royal, w stanie Wirginia, w Stanach Zjednoczonych. Jest nazwany na cześć amerykańskiego piosenkarza i aktora Binga Crosby'ego (1903–1977).
W 1949 roku Bing Crosby w imieniu Stowarzyszenia Rekreacyjnego ogłosił zbiórkę na budowę stadionu baseballowego. Crosby przekazał także osobistą darowiznę w wysokości 1000 dolarów na projekt stadionu. 1 kwietnia 1950 roku w mieście odbył się Bing Crosby Day, na którym pojawił się sam Bing, aby uczestniczyć w uroczystościach zorganizowanych na jego cześć. Ogłoszono wtedy, że Stowarzyszenie Rekreacyjne zebrało 6500 dolarów, a Crosby oświadczył, że resztę dochodów również przekaże na budowę owego stadionu.
W 1953 roku nastąpiło otwarcie stadionu. W 2006 zakończono gruntowne remonty, dzięki czemu dzisiaj możemy podziwiać w pełni wykończony i odrestaurowany stadion. Oprócz gry w baseball, pełni on również funkcję boiska do piłki nożnej, odbywają się na nim koncerty muzyczne i nabożeństwa. Wokół stadionu powstał kompleks rekreacyjny, w tym boiska do softballu, boiska baseballowe Little League i Babe Ruth, korty tenisowe oraz place zabaw i miejsca na piknik, dzięki czemu Bing Crosby Stadium jest prawdziwym atutem miejscowej społeczności.